# Георги Карауланов
Георги Николов Карауланов е български строител, герой на социалистическия труд.

## Биография
Роден е на 4 декември 1933 г. в Средец. Помага на баща си в коларо-железарска дейност. От 1947 до 1949 г. учи в училище за трудови резерви. Първата му работа след това е във фабриката „Верига“ в Бургас. Между 1950 и 1953 г. е бригадир на националната младежка бригада в Димитровград. През 1957 г. става член на БКП. Участва в строителството на големи промишлени обекти като Азотноторовия завод в Димитровград, комплекса „Марица изток“, завода „Кремиковци“ (1961 – 1974) и заводите в Троян и Ловеч. Освен това участва в строежа на обществени сгради като зала „Фестивална“, сградите на радио „София“ и Дома на профсъюзите в София. С указ № 882 от 30 август 1969 г. е герой на социалистическия труд на България. На следващата година заминава за Уляновск, СССР, където ръководи интернационалната бригада „Георги Димитров“, която изгражда мемориален комплекс по случай 100-годишнината от раждането на Владимир Ленин. През 1972 г. завършва техникума по Механотехника, а след това завършва задочно АОНСУ. От 1972 до 1974 г. е директор на Завода за метални конструкции. През 1974 г. е избран за секретар на Централния съюз на българските профсъюзи. Остава на този пост до 1990 г. От 1971 до 19 декември 1977 г. е кандидат-член на ЦК на БКП, а от 19 декември 1977 до 1990 г. е член на ЦК на БКП. Издава четири книги: „Кръвна група“, „Зърно и плява“, „Чаша носталгия“ и „Пълно за празно“ Награждаван е с „Орден на труда“ – бронзов (1953), „Червено знаме на труда“ (1963), „Георги Димитров“ (1967), „Народна република България“ II ст. (1982) и I ст. (1983). Починал е на 8 май 2020 г.